# Smittia suecica
Smittia suecica är en tvåvingeart som först beskrevs av Jean-Jacques Kieffer 1924.  Smittia suecica ingår i släktet Smittia och familjen fjädermyggor.
Artens utbredningsområde är Sverige. Inga underarter finns listade i Catalogue of Life.